# 齊門巴赫河
53°27′25″N 13°8′13″E / 53.45694°N 13.13694°E

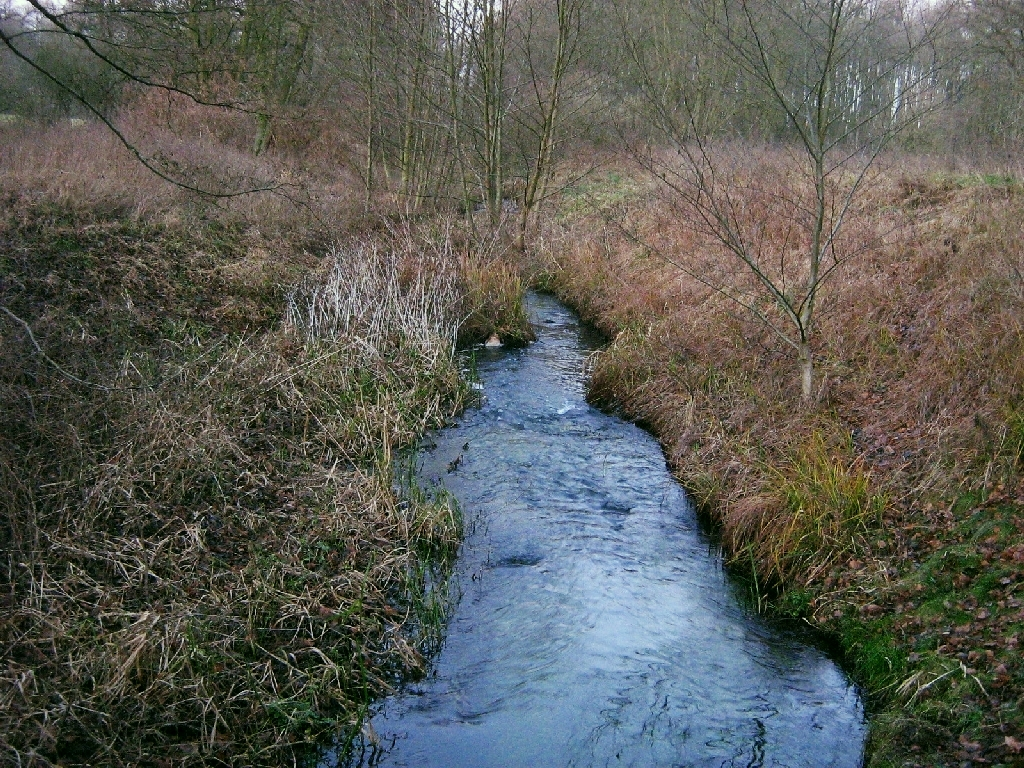
齊門巴赫河

齊門巴赫河（德語：Ziemenbach），是德國的河流，位於該國北部，由梅克倫堡-前波美拉尼亞州負責管轄，屬於托倫瑟河的支流，河道全長4.2公里，最終注入利普斯湖。